# Fairuz
Fairuz egentligen Nouhad Haddad, född 21 november 1935, är en libanesisk sångerska. Hon är mycket känd i de arabiska länderna i Mellanöstern och har bland annat sjungit i olika musikaler, givit konserter och spelat teater.  Fairuz konverterade till Grekisk-ortodoxa kyrkan när hon gifte sig med Assi Rahbani, en libanesisk kompositör, musiker och producent.
Nouhad Haddad föddes den 20 november 1934 i Libanon i en maronitisk kristen familj. Hennes far föddes i Mardin, Turkiet. Familjen flyttade senare in i ett hem i en kullerstensgränd som heter Zuqaq el Blatt i Beirut. De bodde i ett enkelrum i ett typiskt libanesiskt stenhus som vetter mot Beiruts östortodoxa patriarkatskola och delade kök med grannarna.